# Salmoneus mauiensis
Salmoneus mauiensis är en kräftdjursart som först beskrevs av John R. Edmondson 1930.  Salmoneus mauiensis ingår i släktet Salmoneus och familjen Alpheidae. Inga underarter finns listade i Catalogue of Life.